# Yves Alion
Yves Alion, né le 5 novembre 1952 à Paris, est un journaliste français, critique et historien du cinéma.

## Biographie
Professeur d'économie dans un lycée, Yves Alion collabore à partir de 1976 à la revue Écran, absorbée en 1980 par la Revue du cinéma. 
Au cours des années 1990, il travaille pour le festival de Cannes.
Il devient en 2000 le directeur de la publication et le rédacteur en chef de L'Avant-scène cinéma .

## Publications
- Les Marx Brothers, Pygmalion, 1997
- Brigitte Bardot, J'ai lu, 2001
- Claude Lelouch. Mode d'emploi (avec Jean Ollé-Laprune), Calmann-Lévy, 2005
- Cannes (avec Jean Ollé-Laprune), Hugo Image, 2007
- Le Cinéma par ceux qui le font (avec Gérard Camy), Nouveau Monde Éditions, 2010